# هوراس بارنت
هوراس هاتن بارنت (به انگلیسی: Horace Hutton Barnet) (زادهٔ ۶ مارس ۱۸۵۶ - درگذشته 	۲۹ مارس ۱۹۴۱) بازیکن فوتبال اهل کشور انگلستان بود که سابقهٔ بازی در تیم ملی فوتبال انگلستان را در کارنامهٔ خود دارد. وی در تاریخ ۱۸ فوریه ۱۸۸۲ تنها بازی ملی خود را در مقابل تیم ملی فوتبال ایرلند انجام داد.